# Галичица (Горњи Вакуф-Ускопље)
Галичица је насељено место у Босни и Херцеговини у општини Горњи Вакуф-Ускопље. Административно припада Федерацији Босне и Херцеговине, односно њеном Средњобосанском кантону. Према попису становништва из 2013. у насељу није било становника, а већинско становништво у предратном периоду били су Хрвати. До 1981. насеље Галичица се налазило у саставу села Подграђе.

## Становништво
По последњем службеном попису становништва из 2013. године у насељу Галичица није било становника, а село је пре рата у БиХ било етнички хомогено са већинском хрватском популацијом.
| Националност | 2013. | 1991.       | 1981. | 1971. |
| Бошњаци      | 0     | 0           | —     | —     |
| Хрвати       | 0     | 43 (100,0%) | —     | —     |
| Срби         | 0     | 0           | —     | —     |
| Југословени  | 0     | 0           | —     | —     |
| остали       | 0     | 0           | —     | —     |
| Укупно       | 0     | 43          | —     | —     |